# Manlio Fabio Beltrones

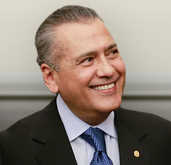
Manlio Fabio Beltrones

Manlio Fabio Beltrones Rivera (Villa Juárez, 30 augustus 1952) is een Mexicaans politicus van de Institutioneel Revolutionaire Partij (PRI).
Beltrones studeerde economie aan de Nationale Autonome Universiteit van Mexico (UNAM) en doceerde dat vak enige jaren aan diezelfde universiteit. Van 1976 tot 1982 was hij de assistent en later persoonlijke secretaris van minister van binnenlandse zaken Jesús Reyes Heroles en diens opvolger Enrique Olivares Santana. Van 1982 tot 1985 had hij zitting in de Kamer van Afgevaardigden en in 1988 werd hij gekozen in de Kamer van Senatoren, waar hij drie jaar later uit terugtrad om gouverneur van zijn thuisstaat Sonora te worden. In 2002 werd hij voorzitter van de vakbond Regionale Confederatie van Volksorganisaties (CNOP) en werd een jaar later opnieuw tot afgevaardigde gekozen.
In 2006 werd hij voor een tweede keer senator en werd gekozen tot fractievoorzitter van de PRI in de senaat. Beltrones geldt als een van de machtigste politici van het land, en wordt gezien als mogelijke presidentskandidaat van de PRI voor de presidentsverkiezingen van 2012.
- Gemeinsame Normdatei: 14144858X
- International Standard Name Identifier: 0000 0004 2339 2238
- Library of Congress Control Number: n99044031
- Virtual International Authority File: 122222072
- WorldCat: E39PBJrGvMg8QhxGxcFpTqKWXd